# Kabupaten de Gunung Kidul

Le kabupaten de Gunung Kidul, en indonésien Kabupaten Gunung Kidul, « les montagnes du sud » en javanais, est un kabupaten du territoire spécial de Yogyakarta dans le centre de l'île de Java en Indonésie. Son chef-lieu est Wonosari.
La superficie du kabupaten est de 1 485 km². Sa population était de 686 000 habitants en 2003, ce qui donne une densité de 462 habitants/km².

## Géographie
Le kabupaten est bordé par :
- Au nord et à l'est, la province de Java central,
- Au sud, l'océan Indien et
- À l'ouest, le kabupaten de Bantul (en).

Une grande partie de Gunung Kidul consiste en collines karstiques qui font partie du massif des Gunung Sewu ("mille montagnes"). Cette région est connue à Java pour son aridité.

## Archéologie
La région de Gunung Kidul possède des sites archéologiques montrant une présence humaine remontant à près de 10 000 ans. On y trouve également quelques vestiges de constructions de la période hindou-bouddhique.
- Les sites de Sokoliman et de Gondang présentent des alignements de cylindres et de dalles de pierre.
- Dans le hameau de Dengok, près du village de Pacarejo, au sud de Wonosari, on trouve disséminées autour d'un grand arbre, dans un sous-bois près de quelques maisons, des vestiges d'un sanctuaire.
- Dans le hameau de Banteng, près du village de Wiladek à l'est de Wonosari, se trouve une sculpture de buffle (banteng) accroupi, ainsi que les vestiges d'un temple.
- Dans le hameau de Ganang, près du village de Ngawis, au sommet d'une butte, on trouve une yoni. De l'autre côté de la route, sur une petite colline, des vestiges de sanctuaires servent aujourd'hui de soutènement à des cultures en terrasse.
- Dans le village de Nglemuru, on trouve les vestiges d'un temple, dont une yoni.

## Tourisme

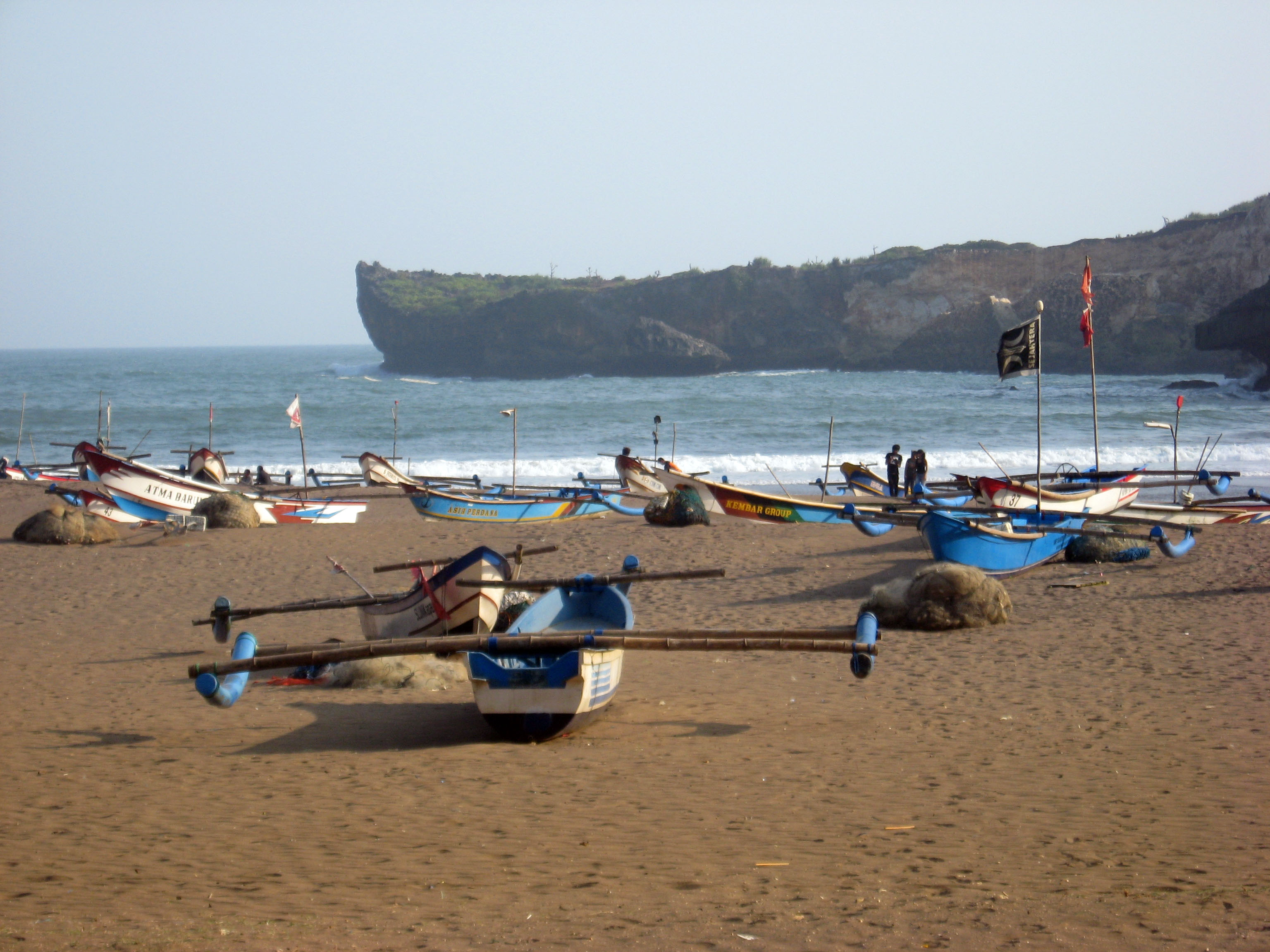
La plage de Baron

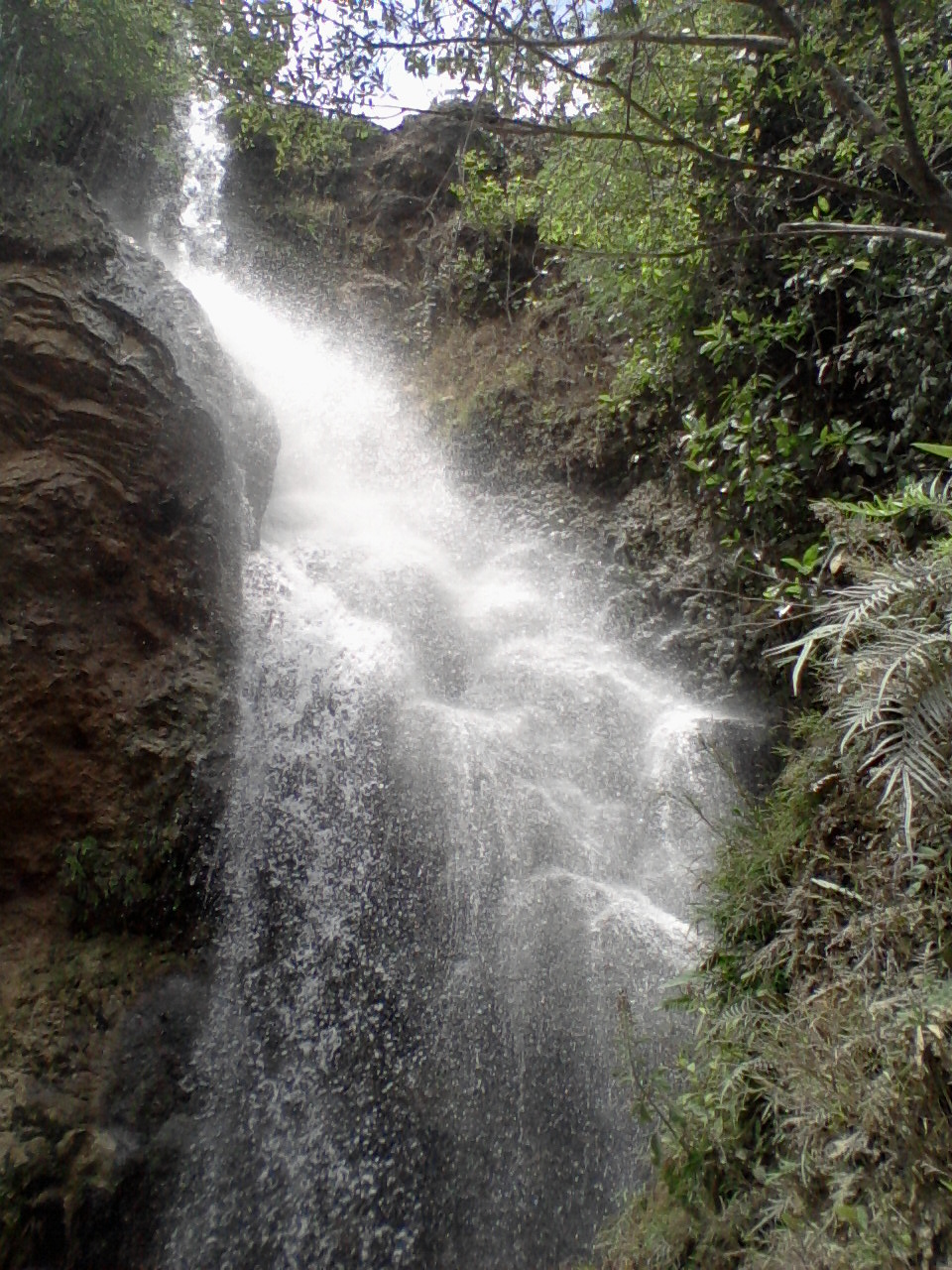
La chute d'eau de Sri Gethuk

Bordée au sud par l'océan Indien, le kabupaten possède de nombreuses plages, aisément accessibles depuis Yogyakarta :
- Baron,
- Drini,
- Krakal,
- Kukup,
- Sadeng,
- Sepanjang,
- Siung,
- Sundak,
- Wediombo[1].

- Voir aussi le Géoparc de Gunung Sewu